# Вебер, Леонард
Леонард Вебер (пол. Leonard Weber; 22 октября 1889, Козубув, Австро-Венгрия — 16 сентября 1975, Вроцлав, Польша) — польский пчеловод с разносторонними интересами: он изучал архитектуру в Италии, увлекался астрономией, был полиглотом, увлеченным искусственными языками (эсперанто, идо).

## Биография
В 1921—1939 годах был главным редактором издаваемого во Львове ежемесячника «Бартник прогрессивный". В эти годы издает много книг на тему пчеловодства, в том числе: «Американские надбавочные ульи» (1919), «Пчеловодство» (1920), «Круглогодичное хозяйство на пасеке» и «Болезни и вредители пчел» (1923), «Как построить самый дешевый и простой улей и как им управлять» (1925), «Пчела и улей» (1930), «Пасека» (1934). В 1937 году он также издает учебник по изучению языка Идо. В 1944 году после ухода гитлеровцев из Львова издал книгу «Учение для пчеловодов».
После войны вместе с почти всем польским научно-преподавательским составом Академии ветеринарной медицины во Львове переехал в Вроцлав. В качестве доцента вместе со своим ассистентом Рудольфом Немчуком он создал на недавно созданном ветеринарном факультете университета и Политехнического института кафедру пчеловодства и болезней. Вебер стал ее менеджером до 1951 года, когда она была преобразована в сельскохозяйственную школу. Там он возглавил завод по выращиванию пчел, который занимал до выхода на пенсию в 1961 году.

## Работы
- Ule nadstawkowe amerykańskie (1919)
- Hodowla pszczół według nowoczesnych zasad pszczelnictwa z szczególnym uwzględnieniem gospodarki w ulach amerykańskich czyli nadstawkowych (1920)
- Wyrób miodów pitnych. Praktyczne wskazówki sycenia miodów pitnych oraz win miodowo-owocowych (1920)
- Całoroczna gospodarka w pasiece. Encyklopedia pszczelnictwa (1923)
- Choroby i szkodniki pszczół (1923)
- Jak zbudować najtańszy i najprostszy ul i jak w nim gospodarować (1925)
- Pasieka. Ilustrowany podręcznik o hodowli pszczół dla zysku ze szczególnym uwzględnieniem gospodarki w ulu składanym (1925)
- Wyrób win i miodów pitnych (1927)
- Pszczoła i ul (1930)
- Pasieka (1934)
- Nauka światowego języka pomocniczego reform-Esperanto (system IDO) (1937)
- Nauki dla pszczelników (1944)
- Ul składany, konstrukcja ula i całoroczna gospodarka w nim (1950)
- Selekcja i wychów matek pszczelich (1956)
- Pszczoły i ich produkty (1959)